# Rock n Roll
«Rock n Roll» es una canción interpretada por la cantante canadiense Avril Lavigne lanzada como el segundo sencillo de su quinto álbum de estudio Avril Lavigne el 23 de agosto de 2013. Fue escrita por Lavigne junto con su cónyuge por aquel entonces, Chad Kroeger, además de Jacob Kasher, David Hodges y Peter Svensson, bajo la producción de Max Martin.
«Rock n Roll» es una canción optimista y líricamente, es una declaración de rebelión en la que la cantante levanta su «dedo medio al cielo» para «hacerles saber que sigue siendo rock and roll», negándose a comportarse como un adulto. La canción recibió una reseña elogiosa de los críticos de la música, y fue destacada como una de las pistas destacadas en el álbum. La canción recibió críticas generalmente favorables de los críticos de música, quienes consideran que la canción es divertida, sin complejos y alababan lo malcriado, el encanto rebelde de Lavigne en ella, recogiendo como uno de los temas sobresalientes en el álbum. 
«Rock n Roll» sólo alcanzó el número 37 en Canadá y el número 91 en la estadounidense Billboard Hot 100. El sencillo se comportó mejor en las listas de Japón y Corea del Sur, alcanzando el número 5 y número 1, respectivamente. El video musical dirigido por Chris Marrs Piliero muestra a Lavigne en el modo de combate completo, conspirando con Danica McKellar (interpretando a un personaje llamado Winnie Cooper) en un intento de «salvar el rock and roll».

## Antecedentes y publicación
Después de "Here's to Never Growing Up", Lavigne anunció que "Rock N Roll" sería el segundo sencillo de su quinto álbum de estudio, pidiendo a sus fanes en su página de Twitter, el 18 de julio de 2013 desbloquear la portada de sencillo. Después de que sus fanes participaran en Twitter creando una tendencia mundial consistente, Lavigne lanzó la portada de "Rock N Roll" y dio a sus fanes una escucha exclusiva de la canción, cargando el audio completo en su cuenta de YouTube.
Lavigne anunció a través de Twitter que "Rock N Roll" sería lanzado digitalmente el 30 de julio de 2013, pero más tarde anunciado el día que había sido rechazado y sería lanzado para coincidir con el video musical de la canción. Posteriormente se confirmó que la fecha era el 27 de agosto de 2013.

## Composición y letra
"Rock N Roll" fue escrita por Lavigne, Chad Kroeger, David Hodges, Peter Svensson, Rickard Goransson y Jacob Kasher Hindlin. La canción es una canción pop punk, optimista, que según Jocelyn Vena de MTV News es "Sonora y temática, recoge donde su primer single," Here's to Never Growing Up ", se detuvo, gracias a su estribillo de canto rock and beat y carpe diem. Para Sam Lansky de Idolator, la composición de la canción manejada por el protegido del Dr. Luke Jacob Kasher, David Hodges de Evanescence y Peter Svensson de The Cardigans,"es un matrimonio divertido De pedigrí execrable del alt-rock y pedigrí del genio del estallido. Lansky también observó que la canción tiene un "lazo de stomp-stomp-clap" que descaradamente imita a Queen en "We Will Rock You".
Líricamente, "Rock N Roll" es una "bulliciosa" declaración de rebelión en la que la cantante levanta su "dedo medio al cielo" para "hacerles saber que sigue siendo rock and roll", prometiendo que "ella" nunca cubrirá su tatuaje y revela que prefiere sus jeans rasgados. "No me importa si soy una inadaptada, me gusta más que la moda de los hipsters". En el estribillo, Lavigne declara: "Cuando somos tú y yo, no necesitamos a nadie para decirnos quiénes somos / Seguimos subiendo la radio / Cuando somos tú y yo, solo ponemos nuestro dedo medio al cielo / Hágales saber que seguimos siendo rock n roll." También la canción tiene similitud con la canción de la cantante Joan Jett "I Love Rock N Roll".

## Vídeo musical
Antes de que se estrenara el video oficial Lavigne lanzó un video lírico para Rock N Roll con videos hechos por los fanes enviados a través de Instagram, fue lanzado en la cuenta oficial de Lavigne Vevo el 12 de agosto de 2013. El dúo irlandés Jedward participó en dicho video.
El 25 de julio de 2013, Lavigne comenzó a filmar el video musical de la canción, dirigido por Chris Marrs Piliero. Cuenta con la actriz Danica McKellar, Billy Zane y Sid Wilson de la banda Slipknot. De acuerdo con Courtney E. Smith de Radio.com, el video "toma todo tipo de ideas de la película de culto Tank Girl de 1995, incluyendo los libros de historietas inspirados en los créditos de apertura y el traje punk-meet-military. Avril incluso lleva el pelo rubio con rosa". Cuatro vídeos fueron puestos en libertad el 13 de agosto, 16, 18 y 19 de agosto de 2013, respectivamente, seguidos por el video completo el 20 de agosto de 2013.

### Sinopsis
El cómic tuvo influencia en el video musical, comienza con una promoción para Sony Xperia que incluye una referencia a uno de los primeros éxitos de Lavigne "Sk8er Boi", durante el cual la cantante recita algunas de las líricas de la canción en el teléfono. Mientras cuelga, la pantalla del teléfono muestra la primera escena de la historia, donde Lavigne está vestida en ropa de ejército, bailando delante de un comedor y un vehículo. El tema del video gira en torno a la cantante y su equipo asumiendo la misión de "Salvar el Rock N Roll."
El Bearshark mata al personaje que interpreta Billy Zane.  En un restaurante, Lavigne esta en una cita con su novia. Ella descubre al Bearshark escondido en ese lugar y lucha contra él. Él le lanza un bebé a avril, pero ella lanza al bebé lejos. El Bearshark se escapa después de asustar a Avril y su equipo con una langosta . Después de derrotar a la langosta, la cantante, su novia y su perro siguen al Bearshark. Durante la persecución, el perro borracho choca contra un árbol, muriendo. Después de un diálogo entre Avril y su novia, que lamentan la muerte del perro, coinciden en que todo va a estar bien y luego se besan, seguido de un breve monólogo de Lavigne habla sobre la primera vez que se besaron. Durante el funeral del perro, Lavigne descubre una guitarra mágica de su ataúd, y luego lo utiliza para matar al Bearshark, que finalmente aparece en su forma real. Después de su victoria, Lavigne consigue un pulgar para arriba de Billy Zane, que vuela hacia el cielo en un segway . Ella sonríe y levanta la guitarra en el cielo. La imagen se convierte en un dibujo y que aparezcan los créditos.

### Curiosidades
En la escena donde Lavigne se pone el casco para después tomar la guitarra-sierra ella hace un homenaje a la banda estadounidense de hard rock Guns N' Roses específicamente a su video musical "November Rain" imitando el solo de Slash. El video musical de Rock N Roll también hace referencia por el lugar al vídeo musical «Telephone» de la cantante Lady Gaga.

## Canciones
Digital download
1. "Rock n Roll" - 3:26

CD single (Walmart exclusive)
1. "Rock n Roll" (Squeaky Clean Edit) - 3:26
2. "Rock n Roll" (Instrumental) - 3:27

## Posicionamiento en listas
| Listas (2013)                            | Mejor posición |
| ---------------------------------------- | -------------- |
| Australia (ARIA)                         | 45             |
| Bélgica (Ultratop) Flanders              | 17             |
| Bélgica (Ultratop) Wallonia              | 29             |
| Canadá (Canadian Hot 100)                | 37             |
| Corea del Sur (Gaon)                     | 1              |
| Escocia (Official Charts Company)        | 51             |
| Eslovaquia (Radio Top 100)               | 49             |
| Estados Unidos (Billboard Hot 100)       | 91             |
| Estados Unidos (Digital Songs)           | 45             |
| Estados Unidos (Hot Singles Sales Chart) | 3              |
| Francia (SNEP)                           | 128            |
| Italia (FIMI)                            | 47             |
| Japón (Japan Hot 100)                    | 5              |
| Reino Unido (UK Singles Chart)           | 68             |
| República Checa (Rádio Top 100)          | 15             |
| Taiwán (Taiwan Top 10)                   | 1              |
| Ucrania (FDR Charts)                     | 21             |

| Listas (2013)              | Mejor posición |
| -------------------------- | -------------- |
| Corea del Sur (Gaon)       | 6              |
| Japón (Japan Hot 100)      | 75             |
| Japón (Hot Top Airplay)    | 36             |
| Japón (Adult Contemporary) | 27             |

## Certificaciones
| País  | Organismo certificador | Certificación | Ventas certificadas | Ref    |
| ----- | ---------------------- | ------------- | ------------------- | ------ |
| Japón | RIAJ                   | Oro           | 200 000             | [ 23 ] |